# 鶴岡怜志
鶴岡 怜志（つるおか さとし、1990年7月28日 - ）は、ジャパンラグビーリーグワン宗像サニックスブルースに所属するラグビー選手。

## プロフィール
- 千葉県出身。
- ポジションはフランカー(FL)、ナンバーエイト(No8)。
- 身長 180 cm、体重 88 kg
- ニックネームはサックン。
- 7人制日本代表に選ばれたことがある[1]。
- 得意なプレーはラン[2]。

## 略歴
2009年、志学館高校卒業後、流通経済大学に入る。
2013年、流通経済大学卒業後、宗像サニックスブルースに加入。また同年8月には男子セブンズ学生日本代表に選ばれた。
同年9月7日に行われたトップキュウシュウ第1節のJR九州サンダース戦に先発出場で公式戦初出場を果たす。